# The Greatest Showman
The Greatest Showman (bra: O Rei do Show; prt: O Grande Showman) é um filme norte-americano de 2017, do gênero drama musical e biográfico, dirigido por Michael Gracey e escrito por Jenny Bicks e Bill Condon.
Estrelado por Hugh Jackman, Zac Efron, Michelle Williams, Rebecca Ferguson e Zendaya, o filme baseia-se na narrativa de P. T. Barnum sobre a criação do circo Barnum & Bailey Circus e as vidas de seus artistas.
A filmagem principal teve início em Nova Iorque em novembro de 2016. O filme estreou em 8 de dezembro de 2017 numa cerimônia a bordo do RMS Queen Mary 2. Nos Estados Unidos, o filme foi lançado em 20 de dezembro pela 20th Century Studios e arrecadou mais de 434 milhões de dólares em bilheterias mundiais, tornando-se o terceiro mais lucrativo filme musical de todos os tempos.
O filme recebeu críticas mistas, incluindo elogios às performances, música e produção, mas também críticas à licença artística, sendo que alguns críticos o consideraram "sem inspiração e superficial". No 75º Globo de Ouro, a produção foi indicada nas categorias de Melhor Filme - Comédia ou Musical enquanto Jackman foi indicado ao prêmio de Melhor Ator - Comédia ou Musical. A canção "This Is Me" recebeu o Globo de Ouro de Melhor Canção Original e foi indicada ao Óscar de Melhor Canção Original.

## Elenco
- Hugh Jackman - P. T. Barnum
  - Ellis Rubin - P. T. Barnum (jovem)
    - Ziv Zaifman - P. T. Barnum (voz)
- Zac Efron - Phillip Carlyle
- Michelle Williams - Charity Barnum
  - Skylar Dunn - Charity (jovem)
- Rebecca Ferguson - Jenny Lind
  - Loren Allred - Jenny Lind (voz)
- Zendaya - Anne Wheeler
- Keala Settle - Lettie Lutz
- Yahya Abdul-Mateen II - W. D. Wheeler
- Austyn Johnson - Caroline Barnum
- Cameron Seely - Helen Barnum
- Daniel Everidge
- Sam Humphrey - Charles Stratton
- Shannon Holtzapffel - Constantine
- Shawn Marshall - Joice Heth
- Paul Sparks - James Gordon Bennett
- Gayle Rankin - Rainha Vitória
- Natasha Liu Bordizzo - Deng Yan

## Trilha sonora
Benj Pasek e Justin Paul escreveram nove canções. Foi o primeiro álbum da dupla a atingir a primeira posição na Billboard 200. O álbum de trilha sonora possui onze faixas realizadas pelo elenco.
1. "The Greatest Show" – Hugh Jackman, Zac Efron, Zendaya
2. "A Million Dreams" – Ziv Zaifman, Jackman, Michelle Williams
3. "A Million Dreams (Reprise)" – Austyn Johnson, Cameron Seely
4. "Come Alive" – Jackman, Keala Settle, Daniel Everidge, Zendaya
5. "The Other Side" – Jackman & Efron
6. "Never Enough" – Loren Allred
7. "This Is Me" – Settle
8. "Rewrite the Stars" – Efron & Zendaya
9. "Tightrope" – Williams
10. "Never Enough (Reprise)" – Allred
11. "From Now On" – Jackman